# Egon von Werner

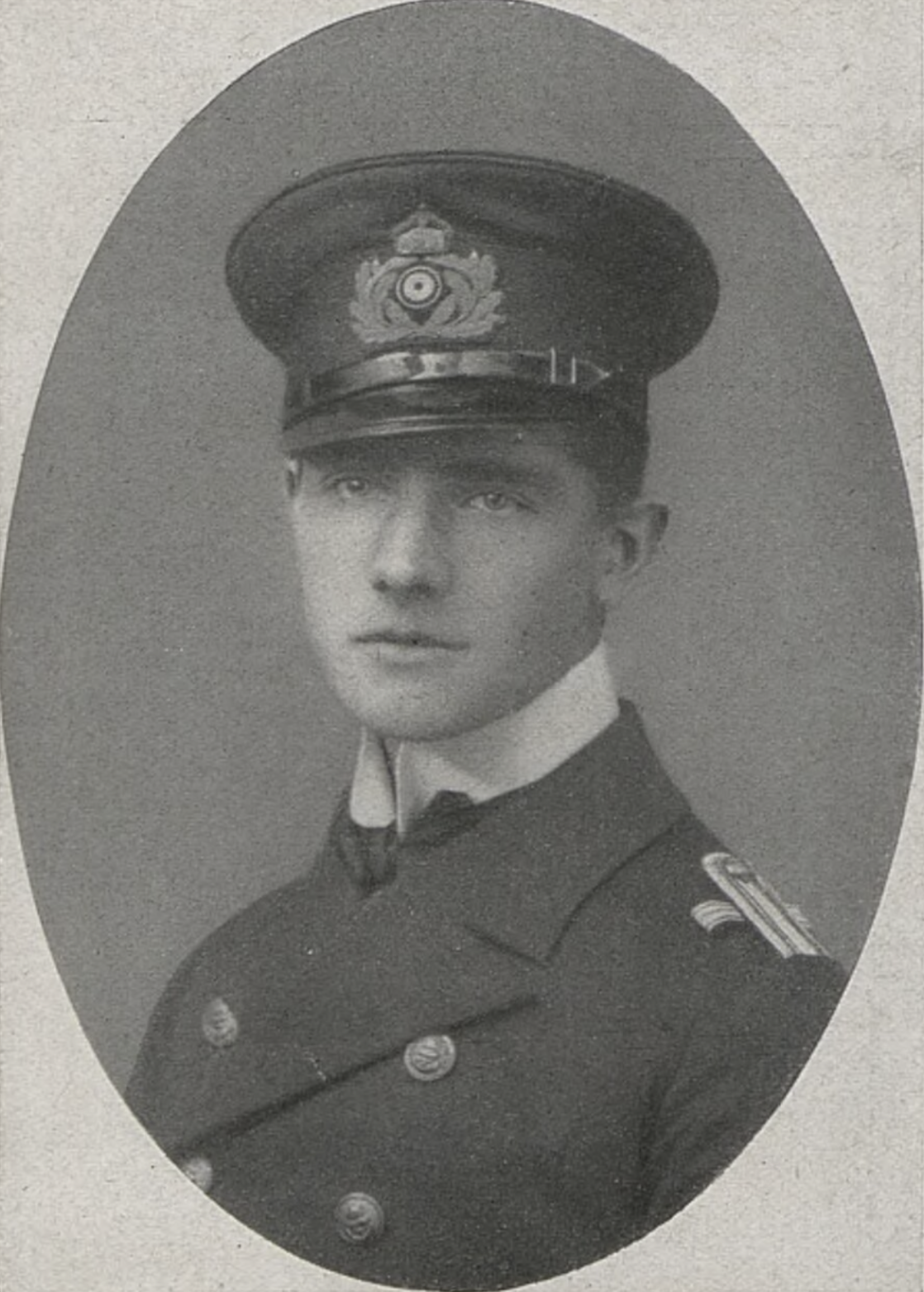
Leutnant zur See Egon von Werner ca. 1914

Egon von Werner (* 31. Dezember 1888 in Sigmaringen; † 23. Juni 1955) war ein deutscher Korvettenkapitän der Kriegsmarine und U-Boot-Kommandant im Ersten Weltkrieg.

## Leben
Egon von Werner trat am 1. April 1904 in die Kaiserliche Marine ein. Am 19. September 1914 wurde er Oberleutnant zur See. Später war er bis April 1915 Wachoffizier auf U 10 und war dann mit der Indienststellung für ein Jahr Kommandant von UC 1 bei der U-Flottille Flandern. Mit UC 1 konnte er u. a. den britische Zerstörer Lightning (355 t, gesunken am 30. Juni 1915) zerstören. Eine von UC 1 gelegte Seemine beschädigte am 18. Januar 1916 die Rijndam, wobei drei Personen ums Leben kamen. Anschließend übernahm von Werner bis Juli 1917 UC 16. Eine Seemine von UC 16 versenkte u. a. die Alaunia, wobei zwei Menschen ums Leben kamen. Es folgte das Kommando von UB 54 (bis Februar 1918) und UB 111 (bis Kriegsende). Am 18. August 1918 wurde er Kapitänleutnant und am 9. September 1920 aus der Marine verabschiedet.
Bis Februar 1918 war er u. a. mit dem Ritterkreuz mit Schwertern des Königlichen Hausordens von Hohenzollern und dem Großherzoglich Hessischen Allgemeinen Ehrenzeichen „für Tapferkeit“ ausgezeichnet worden.
Nach dem Krieg war er bis 1923 Mitglied unterschiedlicher Freikorps. So war er Anfang 1919 bei der Aufstellung der 1. Marine-Brigade eingebunden.
Nach dem Austritt aus den Freikorps war er Geschäftsführer des Bayerischen Schmalfilmdienstes.  Ab Sommer 1931 war er Geschäftsführer der Bayerischen Landesfilmbühne (BLFB). Der zweite Geschäftsführer Edmund Schopen äußerte Ende 1931, dass von Werner nationalsozialistische Tendenzen zeigen würde. Daraufhin wurde er von den Gesellschaftern zum Rücktritt gezwungen, welcher zum 1. Juni 1932 wirksam wurde. Im gleichen Jahr trat er in die NSDAP ein. Mit der Entmachtung und Verhaftung des Geschäftsführers Schopen wurde von Werner im April 1933 dessen Nachfolger.
Die Reichsstelle für den Unterrichtsfilm wurde am 26. Juni 1934 durch den Kultusminister Bernhard Rust auf Initiative von von Werner gegründet. Er wurde auch erster Geschäftsführer der Reichsstelle und später kaufmännisch-technischer Leiter. Ende 1937 verließ er auf eigenen Wunsch die Reichsstelle.
Als Kapitänleutnant z. V. war er von September 1939 bis April 1940 Kommandant von Schiff 35. Am Abend des 14. April 1940 etwa um 21.00 Uhr wurde Schiff 35 von dem britischen U-Boot Sunfish im Skagerrak zwischen Skagen (Dänemark) und Marstrand (Schweden) angegriffen und von zwei Torpedos getroffen. Das Schiff sank innerhalb von nur drei Minuten bei 57° 42′ N, 10° 54′ O. 45 Mann der 110 Mann starken Besatzung kamen dabei ums Leben. Die deutschen U-Jagd-Boote UJ-112, UJ-114, UJ-116 und UJ-176 nahmen die Überlebenden etwa eine Stunde später auf und brachten sie nach Frederikshavn. Anschließend war er bis September 1940 Kommandant der Königin Luise, ein zum Minenschiff umgerüstetes Seebäderschiff. Am 1. September 1940 wurde er Korvettenkapitän z. V.
Als Referent war er bis Kriegsende im Stab des Marineoberkommandos Nordsee. Nach dem Krieg war er kurz in Kriegsgefangenschaft, aus welcher er am 20. Juni 1945 entlassen wurde.